# Opende
Opende (en groningois : De Penne) est un village de la commune néerlandaise de Westerkwartier, situé dans la province de Groningue. 

## Géographie
Le village est situé à 22 km à l'ouest de Groningue, à la limite avec la Frise.

## Histoire
Opende fait partie de la commune de Grootegast avant le 1er janvier 2019, date à laquelle celle-ci est rattachée à la nouvelle commune de Westerkwartier.

## Démographie
En 2018, Opende comptait 2 466 habitants.

## Culture et patrimoine
Opende possède une église à nef unique construite en 1748 et agrandie en 1930.